# Буковинська зоря
«Буковинська зоря» («Буковинская заря») — первый украинский литературный и научный журнал на Буковине, который издавался 1870 году в Черновцах. Издатель — преподаватель Черновицкой гимназии И. Глибовецкий. Сотрудники: И. Браник, С. Воробкевич, Ф. Калитовский, С. Мартинович, О. Прокопович и другие. Сначала выходил как еженедельник, последние два номера представлены как месячник. Следовал москвофильскому направлению. Печатался на церковнославянском языке в типографии Р. Экгардта. Публиковались материалы по истории Буковины, местных древностях, этнографии, общественной и культурной жизни, поэзии, торговая информация, объявления для собственников и арендаторов мельниц. В 3-4 номерах опубликованы «Уставы Русской Бесіды в Черновцах на Буковині». Напечатан цикл публикаций «Из документов молдавских и волошских водов (воевод)». Всего вышло 16 номеров, последний — 30 мая 1870 года.